# Don Preston
Donald Ward "Don" Preston, född 21 september 1932 i Flint, Michigan, är en amerikansk klaviaturmusiker inom främst rockmusik och jazz. Han är mest känd som medlem i The Mothers of Invention där hans huvudinstrument varit keyboard.
Preston växte upp i en musikalisk familj. Fadern spelade trumpet och saxofon, och han själv började ta sporadiska pianolektioner som femåring. Under 1950-talet spelade han tillsammans med olika jazzmusiker som Tommy Flanagan, Shorty Rogers och Charlie Haden, då främst som basist. 1966 började han spela med Frank Zappa som en av originalmedlemmarna i The Mothers of Invention. Han spelade keyboard med Zappa fram till 1974 och medverkade på skivor som We're Only in It for the Money, Weasels Ripped My Flesh, The Grand Wazoo, och Roxy & Elsewhere. Preston hann också medverka på John Lennons album Some Time in New York City 1972. Preston har även gjort filmmusik.